# WGS 84
Het World Geodetic System 1984 (WGS 84) is het coördinatenreferentiesysteem voor de aarde dat, op enkele centimeters na, gelijk is aan het officiële (maar minder bekende) International Terrestrial Reference System ITRS.
WGS 84 is ontworpen voor gps en wordt daarom beheerd door de National Geospatial-Intelligence Agency, een onderdeel van de Amerikaanse defensie. WGS 84 wordt standaard gebruikt door gps-ontvangers (hoewel ook andere coördinatenreferentiesystemen kunnen worden ingesteld). Daardoor is WGS 84 een van de meest gebruikte wereldwijde coördinatenreferentiesystemen.

## Ellipsoïde
Geografische coördinaten in WGS 84 zijn gebaseerd op de WGS 84-ellipsoïde, een wiskundig model van de aarde. Een ellipsoïde voor gebruik in de geodesie wordt gedefinieerd met een equatoriale straal, de straal van de evenaar in het model, aangeduid door de letter a, en een poolstraal, de afstand van het middelpunt tot de Noordpool en de Zuidpool van het model, aangeduid door de letter b. Verder wordt ook vaak de afplatting f opgegeven: {\displaystyle f={\frac {a-b}{a}}}.
|                   | a               | b               | f                   |
| ----------------- | --------------- | --------------- | ------------------- |
| Ellipsoïde WGS 84 | 6 378 137,000 m | 6 356 752,315 m | 1 / 298,257 223 563 |

Voor WGS 84 is a gelijk aan die van de GRS 80-ellipsoïde van ITRS. De afplatting is door een afrondingsfout een heel klein beetje (minder dan een millimeter) anders dan GRS 80. De positionering en oriëntering van de ellipsoïde ten opzichte van de aarde verschillen zoals gezegd enkele centimeters.
Naast de definitie van de ellipsoïde is de ligging van de model-ellipsoïde ten opzichte van het werkelijke aardoppervlak van belang. Per definitie valt het middelpunt van de referentie-ellipsoïde samen met het massamiddelpunt van de aarde, inclusief de massa van de oceanen en de atmosfeer. Ook de noord-zuidas van het model is exact gedefinieerd, evenals de nulgradenmeridiaan. Deze definitie is zodanig dat er gemiddeld over het hele aardoppervlak geen verschuiving van de referentie-ellipsoïde is ten opzichte van het werkelijke aardoppervlak.
De basis van WGS 84 is een cartesisch coördinatenstelsel waarvan de oorsprong in het massamiddelpunt van de aarde ligt, de Z-as loopt van de oorsprong naar de referentie (Noord)pool, de X-as loopt van de oorsprong naar de IERS-referentiemeridiaan en de Y-as is zo gekozen dat een rechtsdraaiend coördinatensysteem ontstaat. De basiscoördinaten voor WGS 84 zijn aldus (X,Y,Z)-coördinaten uitgedrukt in meters, die met behulp van de referentie-ellipsoïde omgerekend kunnen worden naar lengte- en breedtegraden en ellipsoïdische hoogte die met de geoïde omgerekend kan worden naar hoogte boven zeeniveau.

## Relatie met andere geodetische datums
Het internationale wetenschappelijke ITRS, waarop WGS 84 wordt geijkt, is gekoppeld aan het International Celestial Reference System (ICRS), een coördinatensysteem voor het heelal, door middel van de Earth Orientation Parameters (EOP), die de positie van de aarde in de ruimte beschrijven. Op deze wijze is een exacte calibratie van het hele systeem mogelijk. Het huidige WGS 84-stelsel is in januari 2024 voor het laatst geijkt aan ITRS. De officiële aanduiding van zo'n update wordt aangeduid met het nummer van de GPS-week (volgnummer sinds 6 januari 1980), bijvoorbeeld WGS84(G2139).
Door het bewegen van de aardplaten, de platentektoniek, verschuiven de continenten ten opzichte van elkaar. De Euraziatische plaat beweegt met 2,4 cm per jaar in noordoostelijke richting. Daardoor veranderen in Europa de coördinaten van alle punten op het aardoppervlak met die snelheid.
Voor precieze plaatsbepaling in Europa wordt daarom het European Terrestrial Reference System 1989 (ETRS89) gebruikt. Dit komt overeen met de ITRS-coördinaten zoals ze in 1989 waren. Deze coördinaten worden sindsdien vastgehouden zodat ze niet veranderen. Voor veel toepassingen kan het verschil tussen ETRS89 en WGS 84 (dat inmiddels is opgelopen tot ruim 0,8 m) verwaarloosd worden.

## Hoogte
Ook de hoogtedefinitie van WGS 84 is bepaald ten opzichte van het wiskundige model van de onderliggende ellipsoïde. Wat niet veel zegt over de hoogte boven zeeniveau. De kust van Nederland en Vlaanderen ligt dan bijvoorbeeld op ca. 43 m hoogte. Hoogtes boven zeeniveau wordt daarom bepaald ten opzichte van een geoïde, zoals in Nederland het Normaal Amsterdams Peil (NAP) of in België de Tweede Algemene Waterpassing. Dat is een equipotentiaalvlak van de zwaartekracht, ofwel een vlak dat in elk punt loodrecht op de zwaartekracht staat. Er is ook een wereldwijde geoïde: Earth Gravitational Model (EGM2008 of EGM96) dat ook door de Amerikaanse defensie bepaald is. In de praktijk geven gps-ontvangers vaak de hoogte ten opzichte van deze laatstgenoemde geoïde aan (hoogte boven gemiddeld zeeniveau). In Nederland komt dat binnen 0,5 m overeen met NAP.